# Cyrtopholis portoricae
Cyrtopholis portoricae är en spindelart som beskrevs av Chamberlin 1917. Cyrtopholis portoricae ingår i släktet Cyrtopholis och familjen fågelspindlar.
Artens utbredningsområde är Puerto Rico. Inga underarter finns listade i Catalogue of Life.